# Liste der Stolpersteine im Stuttgarter Stadtbezirk Stammheim
In der Liste der Stolpersteine in Stuttgart-Stammheim sind alle
fünf
Stolpersteine aufgeführt, die im Stuttgarter Stadtbezirk Stammheim im Rahmen des Projekts des Künstlers Gunter Demnig an bislang fünf Terminen verlegt wurden. Auf Betreiben der Stuttgarter Stolperstein-Initiative Stammheim wurde der erste Stolperstein im Mai 2007 gesetzt, der bislang letzte im März 2022.

## Liste
Die Tabelle ist teilweise sortierbar; die Grundsortierung erfolgt alphabetisch nach dem Verlegeort. Die Spalte Person, Inschrift wird nach dem Namen der Person alphabetisch sortiert.
| Bild | Person, Inschrift | Verlegeort                      | Verlege- datum | Information |
| ---- | --- | ------------------------------- | -------------- | --- |
|      | HIER WOHNTE KARL BAUCH JG. 1875 ERSCHOSSEN VON WEHRMACHT IN MOEGLINGEN 23.4.1945                                                      | Frobeniusstraße 10 (Lage)       | 20. Mai 2009   | Der Landwirt Karl Philipp Bauch, geboren am 9. Oktober 1875, wurde am 23. April 1945 – kurz vor Kriegsende – am Brosi-Hof zwischen Stammheim und Möglingen von einem SS-Kommandanten erschossen, nachdem er sich gegenüber Wehrmachtssoldaten zur aussichtslosen militärischen Lage kritisch geäußert hatte. Bauch wurde noch lebend ins Stuttgarter Robert-Bosch-Krankenhaus eingeliefert; dort verstarb er aber am gleichen Tag an den Folgen des Bauchschusses. |
|      | HIER WOHNTE FRIEDRICH ORTH JG. 1898 EINGEWIESEN 1935 HEILANSTALT GÖPPINGEN ‚VERLEGT‘ 28.8.1940 GRAFENECK ERMORDET 28.8.1940 AKTION T4 | Frobeniusstraße 24 (Lage)       | 4. März 2022   | Zu Friedrich Orth existiert eine Opferbiografie. |
|      | HIER WOHNTE PAUL STIEFEL JG. 1910 EINGEWIESEN 1936 ‚HEILANSTALT‘ WEINSBERG ERMORDET 16.7.1940 GRAFENECK AKTION T4                     | Kornwestheimer Straße 9 (Lage)  | 8. Okt. 2010   | Der am 12. Dezember 1910 geborene Paul Stiefel wurde 1936 in die „Heilanstalt“ Weinsberg eingewiesen und am 16. Juli 1940 im Rahmen der Euthanasie-Aktion T4 in der Tötungsanstalt Grafeneck von den Nationalsozialisten vergast. Im Gebäude Kornwestheimer Straße 9 war im Erdgeschoss bis Mai 2014 die Außenstelle Stammheim des Jobcenters Stuttgart untergebracht. |
|      | HIER WOHNTE KARL ALBERT MOTZER JG. 1898 EINGEWIESEN ‚HEILANSTALT‘ GRAFENECK ERMORDET 30.7.1940                                        | Kornwestheimer Straße 52 (Lage) | 24. Sep. 2007  | Karl Albert Motzer, geboren am 21. Februar 1898, wurde in die „Landespflegeanstalt“ Grafeneck eingewiesen und am 30. Juli 1940 im Rahmen der NS-Euthanasieverbrechen dort ermordet. |
|      | HIER WOHNTE GUSTAV STANGE JG. 1903 KRIEGSDIENST VERWEIGERT ERSCHOSSEN 20.2.1942 STUTTGART                                             | Münchinger Straße 5 (Lage)      | 8. Mai 2007    | Gustav Stange verweigerte als gläubiger Zeuge Jehovas aus Gewissensgründen u. a. den Kriegsdienst und den Hitlergruß. Nach seiner Verhaftung wurde er Anfang 1942 mehrfach vom Stuttgarter Pfarrer Rudolf Daur in der Haft besucht. Stange wurde wegen „Zersetzung der Wehrkraft“ zum Tode verurteilt und am 20. Februar 1942 auf der Schießbahn Dornhalde hingerichtet. Nach Angaben seiner Witwe, die viele Jahre um Rehabilitation ihres Mannes gekämpft hatte, wurde Stange erst 1965 als Verfolgter anerkannt. - Fotos des Stolpersteins auf den Seiten von TracesOfWar.com (englisch) |